# 天使崩壊
『天使崩壊』（てんしほうかい）は、日本のヴィジュアル系ロックバンドであるメガマソが2017年6月21日にリリースした通算10作目のアルバム（フルアルバム）である。

## 解説
- アルバムとしては前作「ﾆｼｭﾀﾘ」から約2年ぶりのリリースとなったこのアルバムは、2017年3月1日から行われた春ツアー「MEGAMASSO2017-the10thAnniversaryTOUR-【ONLY HAVE EYS 4 U】」敢行中の3月14日に開催された岡山IMAGE公演にて制作することが発表されたフルアルバムであり、昨年12月7日にリリースされたシングル「ふとん史/ｻﾞｾｶﾝﾄﾞﾆﾑﾊﾞｽ」と同様に結成10周年を記念し制作されたもの[1]。
- リリースに先駆けて5月12日にはアルバムタイトル曲である「天使崩壊」のミュージックビデオが公開されたほか、通常盤のボーナストラックとして活動休止前に行われたライブ「メガマソ 2015 ウインターツアー「MEGAMASSO-ｻﾞﾌｧｰｽﾄﾗｽﾄﾆﾑﾊﾞｽ-」」の会場限定で販売された音源「ﾌﾛｽﾁ」が収録されることが決定した[2]。
- なお、メガマソはこのアルバムの発売から2ヶ月が経った8月20日に、同年11月23日に開催されるライブ「MEGAMASSO FINAL LIVE "世界が正しい夜に、ここにいて。"[3]」をもって解散することを発表[4]したため、今作がアルバムとしては最後の作品となった。

## 販売形態
- 初回限定盤 （CD+「天使崩壊」PVとオフショット収録DVD、ジャケットフロントシール仕様）
- 通常盤 （CD）

## 収録曲
1. ｼｽﾀﾝ
  - 作詞・作曲：涼平
  - この曲から3曲目の「いきはよいよい、かえりはこわい。」までは曲間が極端に短く、立て続けに流れるように作られているが、そのことについて涼平はインタビューで「今回のアルバムについては、1曲目から3曲目までの流れがひとつのポイントになっているとも言えるんですよ。」と解説しており、「実は、曲の始まるキーを全て同じBマイナーにしてあるんです。」「ぼーっと聴き流していたら、まとまった1曲に聴こえてしまうくらいの感覚を持たせたかったんです。」と語っている[5]
2. 天使崩壊
  - 作詞・作曲：涼平
  - この曲の歌詞はサモトラケのニケをイメージしたものであり、涼平は「まさに天使が崩壊しているイメージがあって、その姿を自分に置き換えたときに「僕の頭はどこだ？」と探している内容なんです。そして、この話は3曲目の「いきはよいよい、かえりはこわい。」に繋がっていて、そこでは頭が出てくるんですよ。」と解説している。
3. いきはよいよい、かえりはこわい。
  - 作詞・作曲：涼平
4. ﾌﾗﾜﾘﾝｸﾞﾋﾟｯﾂｨｶｰﾄ
  - 作詞・作曲：涼平
5. ふとん史
  - 作詞・作曲：涼平
6. Juice
  - 作詞・作曲：インザーギ
7. ｳｲｳｲ
  - 作詞・作曲：涼平
  - 書き下ろし楽曲が多い今作の中では唯一原曲がある楽曲であり、涼平はインタビューで「これはもう3～4年前からあった曲で、「何時出そうか」とずっと思っていたものだったので、ようやくここに入れることが出来て良かったです。」と語っている。
8. 削り氷にあまづら入れて
  - 作詞・作曲：涼平
9. HOOPS
  - 作詞・作曲：涼平
10. ichigoｻﾏｰﾃﾞｲｽﾞ楽しみさい。
  - 作詞・作曲：涼平
  - 歌詞の内容について、涼平はインタビューで「これは、自分の見た夢を歌詞にしたものであると同時に、ファンの皆へのメッセージにもなっている詞ですね。書き方としては前半とか特に悪口みたいになっていますけど、最後までちゃんと聴いてもらえたら僕の気持ちは伝わってくれると思います。」と解説している。
  - その他、アウトロの変拍子については「10年前に出した『涙猫』の最後に入っている「脂肪の塊」も、曲の終わり方が変拍子で同じ4分の5拍子だったので、そこは意識的に同じにしました。」と解説しており、「10th Anniversaryアルバムとしての意味合いを、そういうところにも持たせておきたかったんです。」と語っている。
11. ﾌﾛｽﾁ (ボーナストラック)
  - 作詞・作曲：涼平
  - 通常盤のみ収録曲。